# Kuu*
kuu＊は、日本のシンガーソングライター。歌い手としてニコニコ動画、アニソンでの活動を主に活動。

## 概要
愛知を中心にシンガーソングライターとして活動している。EGO-WRAPPIN'に強く影響を受けるアーティストとしても知られる。LIVE時は基本的にはアニソンやボーカロイドの楽曲を中心に活動をしている。特にLIVE時におけるステージングには定評があり、枠内において、全てぐちゃぐちゃに散らかして、最後綺麗にまとめて終わる非常にプロ感を感じさせるステージングの演出方法は、他アーティストから尊敬される事も多い程。全国的にも注目されているアーティストの一人である。
一時期、アーティストあいむと『ちーむみにみに』というユニットを組み、グループとして活動していた事も知られる。その際、お互いの音楽制作行程、やりたい音楽等、それぞれの音楽への価値観の違いの摩擦等含め、お互いが妥協しないグループとしてのリアルな部分をTwitterにて公開しながら、進行するグループ設計は、多くの人を感動させ、話題を呼んだ
。現在、メンバーのあいむは活動休止中にて、kuu＊はソロ活動を行なっている。今池にあるライブハウス今池ライブシアター〜Velvet i Scream〜にて行われていたイベント『A・FRIENDS』、『DALIVE』 等で、くーみん、secret等と共演している。